# Конституция Румынии (1938)
Конституция Румынии 1938 года — основной закон Румынии в 1938—1940-х, подписанный Каролем II и де-факто установивший королевскую диктатуру в стране. Она заменила собой Конституцию 1923 года.

## История

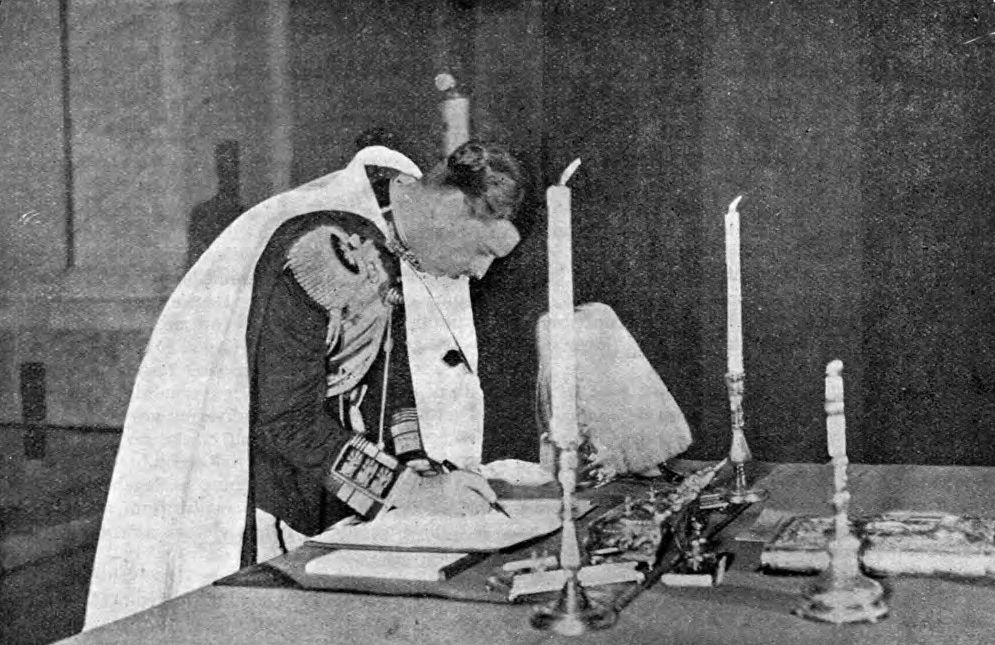
Кароль II подписывает конституцию

10 февраля 1938 года король Румынии, Кароль II организовал самопереворот и захватил чрезвычайные полномочия. Вскоре после этого профессор университета Истрате Мическу начал работать над новой конституцией, основанной на предложениях короля. Проект Мическу был обнародован в обращении короля к народу 20 февраля.
Четыре дня спустя избиратели были обязаны явиться в местные избирательные бюро и проголосовать устно («да» или «нет») по уставу. Из 4 303 064 проголосовавших 4 297 581 (99,87 %) проголосовали «за», одобрив проект, и только 5 483 (0,13 %) проголосовали против; Молчание считалось одобрением. Конституция вступила в силу 27 февраля, на следующий день была опубликована в Monitorul Oficial.

## Документ
Документ, состоящий из восьми названий и 100 статей, внешне был похож на предыдущий. На практике, однако, конституция носила строго авторитарный и корпоративистский характер. В ней были кодифицированы чрезвычайные полномочия Кароля, что превратило его правление в «законную» диктатуру. Она отказалась от принципа разделения властей в пользу королевского верховенства. Король, будучи главой государства, получал всю полноту государственной власти, подчиняя себе все три ветви: законодательную (Национальное представительство — Сенат и Палата депутатов), исполнительную (Правительство), судебную (решения выносились от его имени).
Это создало структуру власти, аналогичную королевской диктатуре Александра I в Югославии в предыдущем десятилетии. Свободы, закреплённые в Конституции 1923 года, были уничтожены, по крайней мере на практике, положениями, запрещающими «революционную пропаганду». В марте 1938 года были распущены все политические партии, а в декабре была создана единственная разрешённая политическая организация — Фронт национального возрождения.
Вторая статья Конституции делилась на две части: «Об обязанностях граждан Румынии» и «О правах граждан Румынии», при чём акцент ставился на обязанностях в ущерб правам. В целом, документ существенно ограничивал демократические права и свободы.

## Отмена
5 сентября 1940 года король Кароль подписал указ под названием «О наделении полномочиями председателя Совета министров и ограничении королевских прерогатив», который передавал свои авторитарные полномочия генералу Иону Антонеску. Действие Конституции 1938 года было приостановлено, а парламент распущен. Антонеску установил в стране режим Национал-Легионерского государства в союзе с Железной гвардией. Он не созвал парламент и управлял страной с помощью указов даже после разрыва союза с гвардией в 1941 году.
Король Михай свергнул Антонеску 23 августа 1944 года, и был установлен конституционный и переходный режим до тех пор, пока Учредительное собрание не сможет собраться для разработки новой конституции, до этого времени применялись некоторые положения отмененных конституций 1866 и 1923 годов.
15 июля 1946 года правительство Петру Грозы издало декрет, носивший конституционный характер, которым был упразднен Сенат и введена однопалатная система (Собрание депутатов), а также предоставлено всеобщее избирательное право всем гражданам старше 21 года, в том числе женщинам.
30 декабря 1947 года, после отречения короля Михая, парламент принял конституционный закон, который провозгласил Румынскую Народную Республику и отменил «Конституцию 1866 года с изменениями от 29 марта 1923 года и 1 сентября 1944 года».
До принятия Конституции 1948 года законодательная власть находилась в руках Собрания депутатов, которое собралось после выборов 1946 года, в то время как исполнительная власть состояла из пяти членов, избираемых Собранием: Константина Иона Пархона, Михаила Садовяну, Штефана Войтека, Иона Никули и Георге Стере.